# 小果紫薇
小果紫薇（学名：Lagerstroemia minuticarpa）一种分布于印度东北部及中国西藏墨脱和云南贡山等地的落叶乔木，隶属于千屈菜科紫薇属，在中国属于国家二级重点保护野生植物。

## 形态特征
小果紫薇树高可达40米，胸径可达1.1米，树皮光滑呈灰白色；嫩叶略红，叶反卷；圆锥花序顶生，花白色，花萼全长约3毫米，外面有10条肋，萼筒长约2毫米，裂片5，内面顶端有微毛。果长6～7毫米，宽约4～5毫米，3～4片裂，近椭圆形，果皮灰黑色。